# Foundations of Chemistry
Foundations of Chemistry (укр. Основи хімії) — рецензований академічний журнал, який висвітлює концептуальні та фундаментальні питання, пов’язані з хімією, включаючи філософію та історію хімії, а також хімічну освіту. Виходить тричі на рік.
Засновником і нинішнім головним редактором є Ерік Скеррі . Відповідно до Journal Citation Reports, імпакт-фактор журналу на 2020 рік становить 1,263. 